# Життя, як воно є (фільм)
«Життя, як воно є» (англ. Life Itself) — американський біографічний документальний фільм 2014 року про чиказького кінокритика Роджера Еберта, знятий режисером Стівом Джеймсом і спродюсований Заком Пайпером, Джеймсом і Гарреттом Башем. Фільм заснований на однойменних мемуарах Роджера Еберта 2011 року. Прем'єра фільму відбулася на кінофестивалі «Санденс» 2014 року, а також в офіційній програмі 67-го Каннського кінофестивалю. 28 серпня 2014 року відбувся спеціальний показ фільму на 41-му кінофестивалі в Теллурайді. 4 липня 2014 року компанія «Magnolia Pictures» випустила фільм у кінотеатральний прокат у Сполучених Штатах, й одночасно на відеоплатформах на замовлення.
2 грудня 2014 року Академія кінематографічних мистецтв і наук США оголосила, що фільм увійшов до списку 15 фільмів-номінантів у категорії «Документальний фільм» на 87-ту церемонію вручення премії «Оскар», але не був номінований. Він також був номінований на дві премії «Еммі» в галузі новин і документального кіно, та отримав нагороду за видатний монтаж: Документальний та повнометражний фільм.

## Структура
У фільмі використано кадри та інтерв'ю з американським кінокритиком Роджером Ебертом в останні місяці його життя, які чергуються з інтерв'ю його друзів, колег та родини: Чез Еберт (його дружина), Мартін Скорсезе, Вернер Герцог, Еррол Морріс, А. О. Скотт, Джонатан Розенбаум, Рамін Бахрані, Ґреґорі Нава, Річард Корлісс та Ава Дюверней, та інших. Актор Стівен Стентон вдає голос Еберта і читає його твори. У фільмі показані кліпи з популярного телевізійного шоу Еберта з Джином Сіскелом, а також їхні численні виступи на таких шоу, як «Вечірнє шоу з Джонні Карсоном» і «Пізня ніч з Девідом Леттерманом». У фільмі також досліджуються стосунки між Сіскелом та Ебертом, дружба Роджера з Рассом Майєром та їхня співпраця над фільмом «По той бік долини ляльок», а також те, як Роджер врешті-решт вийшов за межі кінокритики і став впливовим голосом у сфері культури.

## Виробництво
7 вересня 2012 року Еберт уперше оголосив про екранізацію мемуарів «Життя, як воно є», написаних у 2011 році, у своєму Твіттері: «Ого! Мої мемуари були обрані для документального фільму Стіва Джеймса („Баскетбольні мрії“), а Мартін Скорсезе та Стівен Заіллян виступили виконавчими продюсерами».
Стів Джеймс сказав: «Це те, що змусило мене захотіти зняти цей фільм: те, що в його житті було надзвичайне прагнення до пригод, а потім, звичайно, він отримав свою частку страждань і боровся далі. І все це вплинуло на те, яким він став критиком. Це вплинуло на його рецензії. Це визначило все те, ким він був, і те, що ми всі разом полюбили в ньому».
4 квітня 2013 року, після смерті Еберта, творці фільму висловили свої співчуття і пообіцяли закінчити фільм.20 листопада 2013 року було розпочато кампанію на Indiegogo для збору коштів на фільм. Було зібрано понад 150 000 доларів.
Серед локацій, показаних у фільмі, — басейн Альфреда Колдуелла Лілі, пивна Old Town Ale House, Шато Мармон і готель Splendid.

## Реліз
18 січня 2013 року компанія CNN Films оголосила, що придбала права на показ фільму «Життя, як воно є» на телебаченні. Прем'єра фільму відбулася на кінофестивалі «Санденс» у 2014 році. 4 липня 2014 року Magnolia Pictures випустила фільм у кінопрокат у США. 14 листопада 2014 року Dogwoof випустила фільм у Великій Британії. 4 січня 2015 року фільм вийшов в ефір на телеканалі CNN.

## Прийом
Фільм «Життя, як воно є» отримав загальне визнання критиків.На сайті Rotten Tomatoes фільм має рейтинг 98 % на основі 206 рецензій із середньою оцінкою 8,40/10; критики стверджують, що він «є радісною і ніжною спробою віддати належне спадщині.»: «Багатий на деталі та затишну атмосферу, фільм в цілому позитивний, однак у ньому присутні елементи критичної кінематографічної спадщині». На сайті Metacritic документальний фільм отримав 87 балів зі 100 на основі оцінок 35 критиків, що свідчить про «загальне визнання».
Енн Горнадей з The Washington Post дала фільму три зірки з чотирьох і написала: «Можливо, ви не погоджувалися з відгуками Еберта — можливо, ви не вважали його такою вже й гарною людиною. Але якщо вас не зворушило „Життя, як воно є“, вам варто перевірити своє серце». Кейт М'юїр з «Таймс» написала: «Шанувальників великого популістського кінокритика Роджера Еберта „Життя, як воно є“ зворушить і розважить». Пітер Треверс з «Роллінг Стоун» написав: «Хоча „Життя, як воно є“ — це портрет з бородавками, до рецензії на який Еберт не дожив, гадаю, що він би точно зацінив. Я точно».
Марк Кермоде, який пише для The Observer, оцінив фільм на чотири зірки з п'яти і написав: «Цей чудовий, проникливий фільм — чудова данина справді кінематографічного життя, тож його варто переглянути. Там є і сміх, і плач, і натхнення, і радість».Пітер Бредшоу з The Guardian також дав фільму чотири зірки з п'яти, описавши його як «надихаючий документальний фільм для критиків і всіх, хто любить кіно». Джеффрі Макнаб з The Independent також дав фільму чотири зірки з п'яти, написавши: «Фільм про кінокритика може здатися не надто привабливою пропозицією, але біографічний документальний фільм Стіва Джеймса… глибоко зворушливий».
Антонія Квірк з Financial Times була більш критичною, поставивши оцінку два із п'яти, та написав «Фільм недопрацьований (нам навіть не розповідають, які фільми він любив у дитинстві), а уривок із виступом великої критикині „Нью-Йоркера“ Полін Кел змусив мене сидіти струнко. „Ось тепер ти заговорила, — подумала я“.» Крісті Пучко з «CinemaBlend» поставила фільму дві з половиною із п'яти зірок, написавши «Зрештою, саме життя не може бути настільки надихаючим, розважальним чи веселим, як сама людина. І для мене це глибоке і непростиме розчарування».